# Val-Dieu
 (juillet 2021).
Si vous disposez d'ouvrages ou d'articles de référence ou si vous connaissez des sites web de qualité traitant du thème abordé ici, merci de compléter l'article en donnant les références utiles à sa vérifiabilité et en les liant à la section « Notes et références ».
La Val-Dieu appelée aussi Abbaye du Val-Dieu est une bière belge brassée dans l'enceinte de l'abbaye du Val-Dieu située dans la commune d'Aubel en Province de Liège.

## Historique
L'abbaye du Val-Dieu fut fondée en 1216 au bord de la Berwinne par les moines de l'ordre de Cîteaux. Les activités agricoles et brassicoles étant les principales ressources des moines, il est fort probable que la production de bière ait débuté peu de temps après la fondation de l'abbaye. Après huit siècles parsemés de nombreux avatars (incendies, destructions, expulsions ou abandons des moines), les bâtiments de la ferme de l'abbaye contiennent depuis 1997 une brasserie qui est tenue dans un premier temps par Alain Pinckaers et Benoît Humblet. La production de la Val-Dieu avait en fait repris en 1993 au sein de la brasserie Piron à Aubel mais à la suite de la fermeture de cette dernière, la brasserie fut transférée dans l'ancienne ferme de l'abbaye. L'élaboration de la bière actuelle se base sur les anciennes recettes des moines-brasseurs du Val-Dieu qui reste donc une bière d'abbaye. Val-Dieu fait partie des vingt-deux brasseries à pouvoir arborer le label Bière belge d'Abbaye reconnue. Benoît Humblet parti en 2013 pour créer sa propre brasserie en famille, la brasserie de Bertinchamps, Alain Pinckaers est le seul maître-brasseur de Val-Dieu depuis lors.

## Bières
La Val-Dieu compte cinq variétés principales commercialisées en bouteilles de 33 et 75 cl et en fûts de 20 et 30 litres ainsi qu'une bière de saison. Il s'agit de bières d'abbaye de fermentation haute, non pasteurisées, simples, sans aromates et brassées suivant l'ancienne méthode à infusion. 
Ces bières sont étiquetées bières belges d'abbaye reconnues et portent le logo officiel.
- La Val-Dieu blonde titre à 6 % d'alcool. Elle est composée de deux variétés de houblons et est très légèrement amère, extrêmement digeste et désaltérante.
- La Val-Dieu brune titre à 8 % d'alcool. Elle a un goût de café moka et une couleur plutôt rubis foncé.
- La Val-Dieu triple titre à 9 % d'alcool. Elle est non filtrée et non pasteurisée. Son goût est légèrement corsé. Une légère saveur sucrée combine alcool, amertume et douceur.
- La Val-Dieu Grand Cru est une bière forte titrant à 10,5 % d'alcool.
- La Val-Dieu Cuvée 800 est une bière blonde titrant à 5,5 % d'alcool créée en 2016 à l’occasion des 800 ans de l’abbaye.
- Il existe aussi une bière de Noël titrant à 7 % d'alcool. Elle est blonde, de haute fermentation non filtrée et non pasteurisée.

La Brasserie de l'Abbaye du Val-Dieu produit aussi une vingtaine de bières à façon parmi lesquelles :
- la Merveilleuse de Chèvremont, bière d'abbaye blonde titrant 7,5 % d'alcool.
- La Farnières, bière blonde titrant 8 % d'alcool.
- la  Vieille Salme, bière ambrée au goût prononcé titrant 8,3 % d'alcool.
- l'Aurore de la Salm, bière brune.
- la Myrtille d'Amélie, bière ambrée aux myrtilles titrant 6 % d'alcool.
- l'Aubel blonde.
- la Franchimontoise, bière blonde titrant 6 % d'alcool.
- Standard, la bière des Rouches pour le Standard de Liège titrant 6 % d'alcool.
- la Ploquette, bière blonde de Verviers titrant 7,5 % d'alcool.

## Visite
La brasserie du Val-Dieu organise des visites guidées en plusieurs langues toute l'année sur rendez-vous. La visite d'une heure et quart est suivie d'une dégustation de bières et du fromage de l'abbaye.

## Galerie

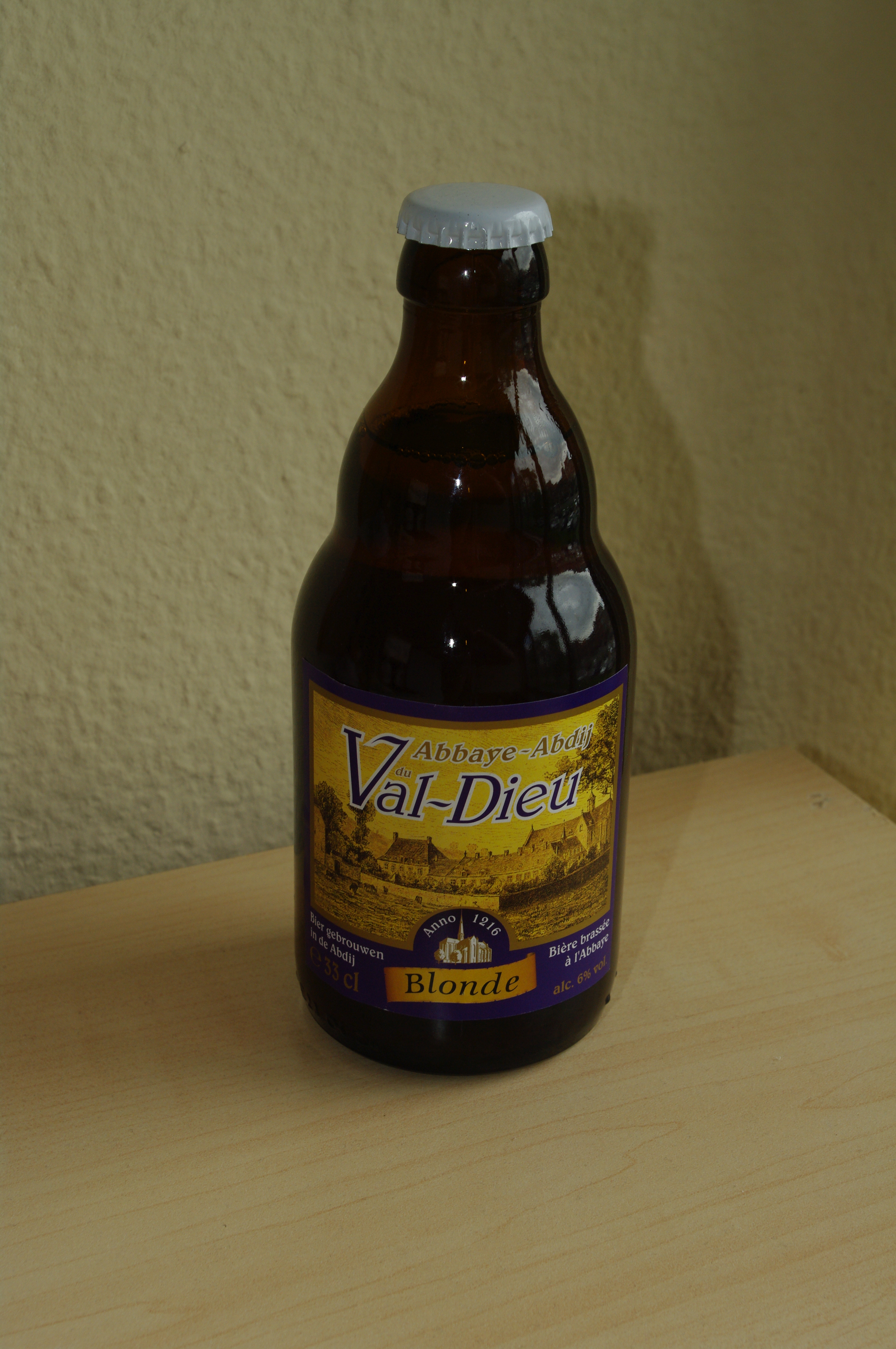
Val-Dieu Blonde
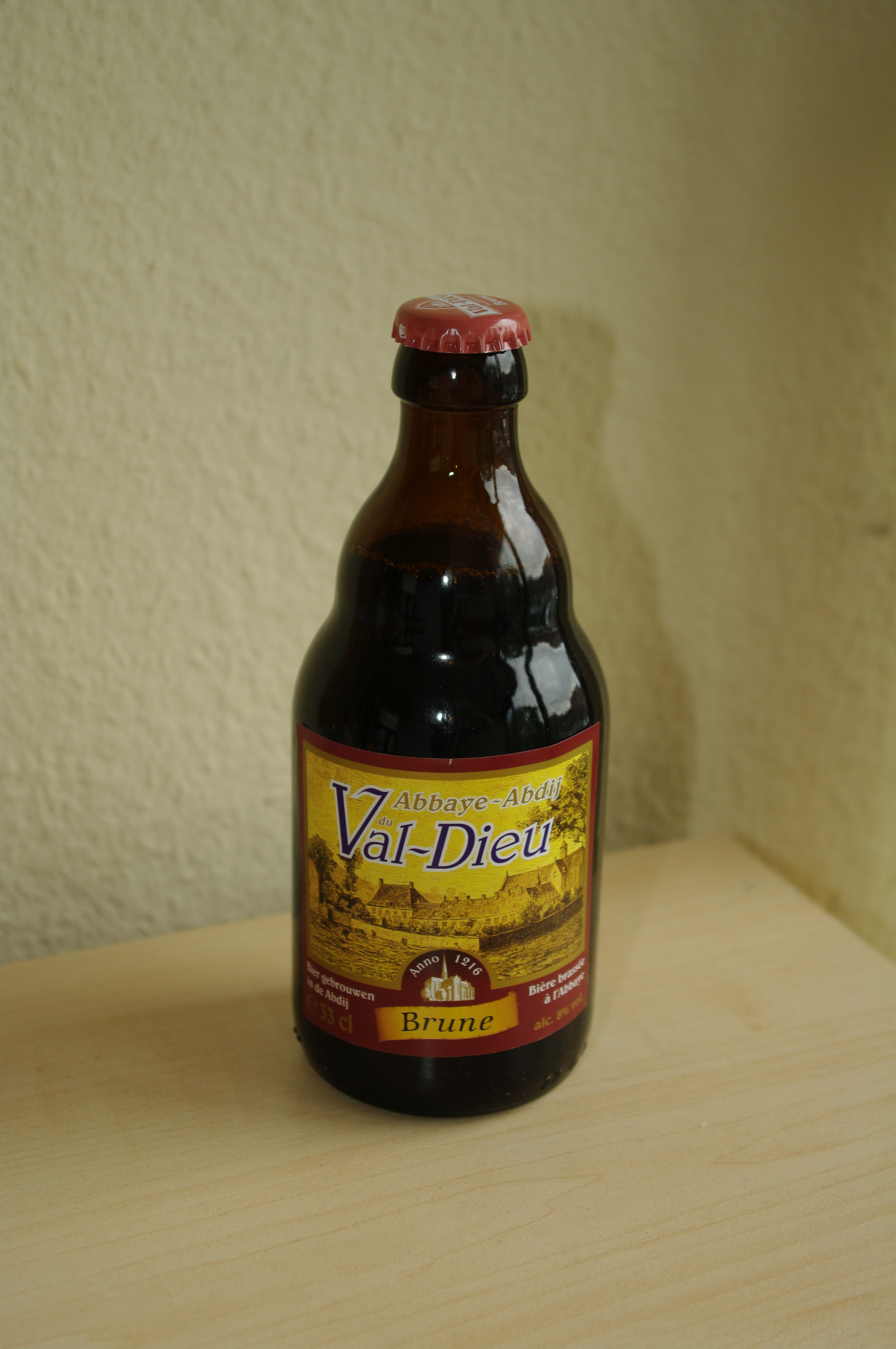
Val-Dieu Brune
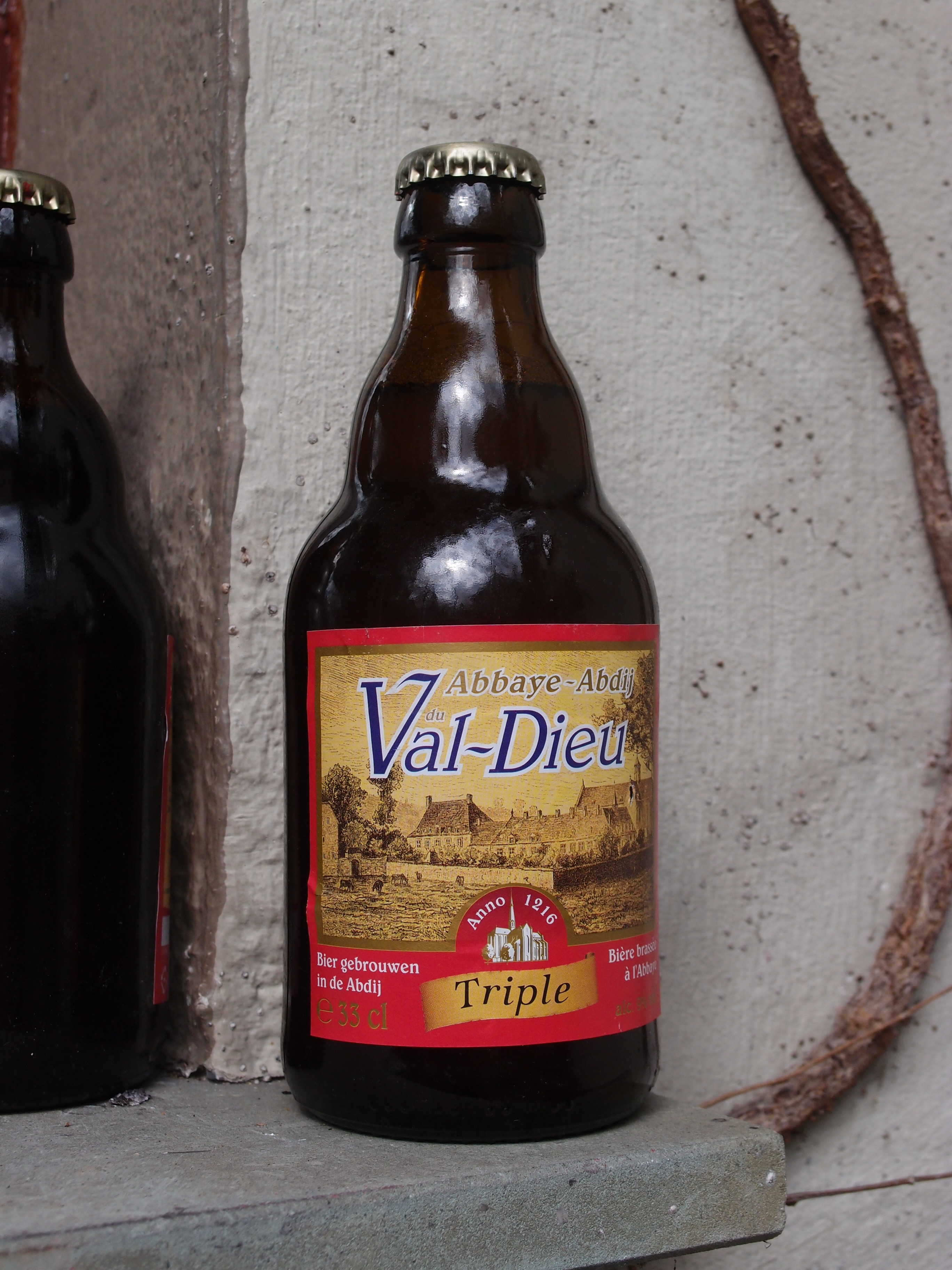
Val-Dieu Triple
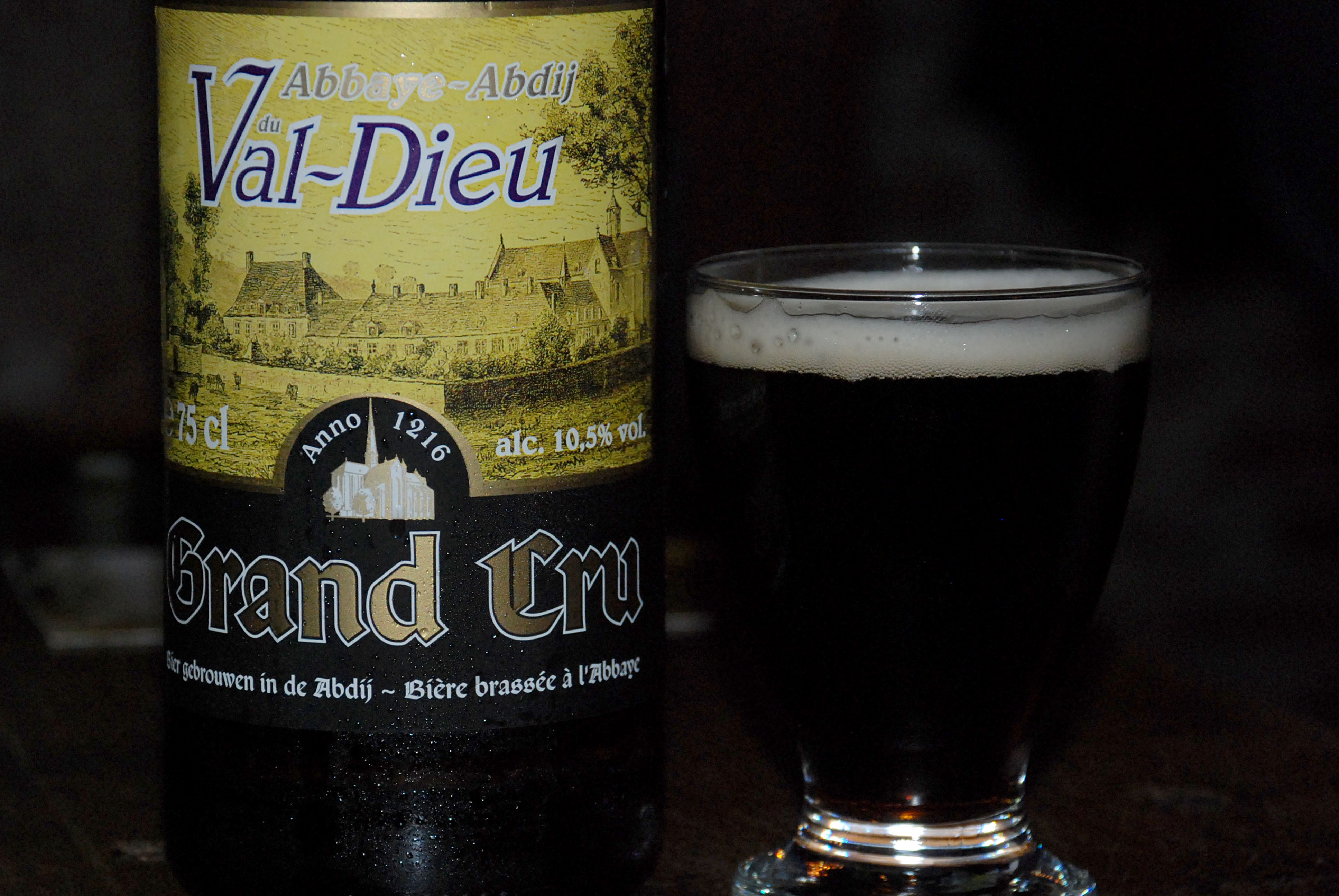
Val-Dieu Grand Cru
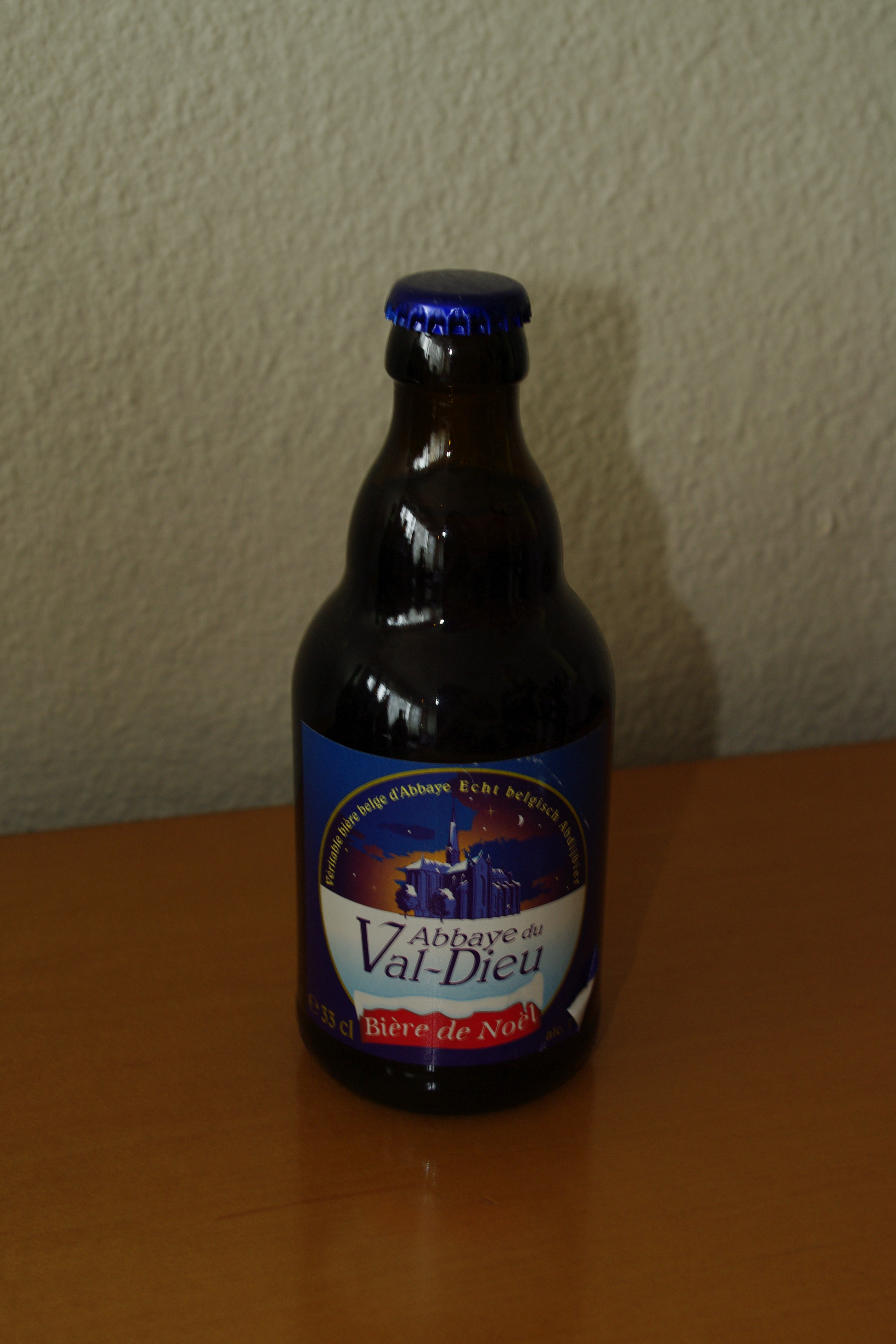
Val-Dieu Noël
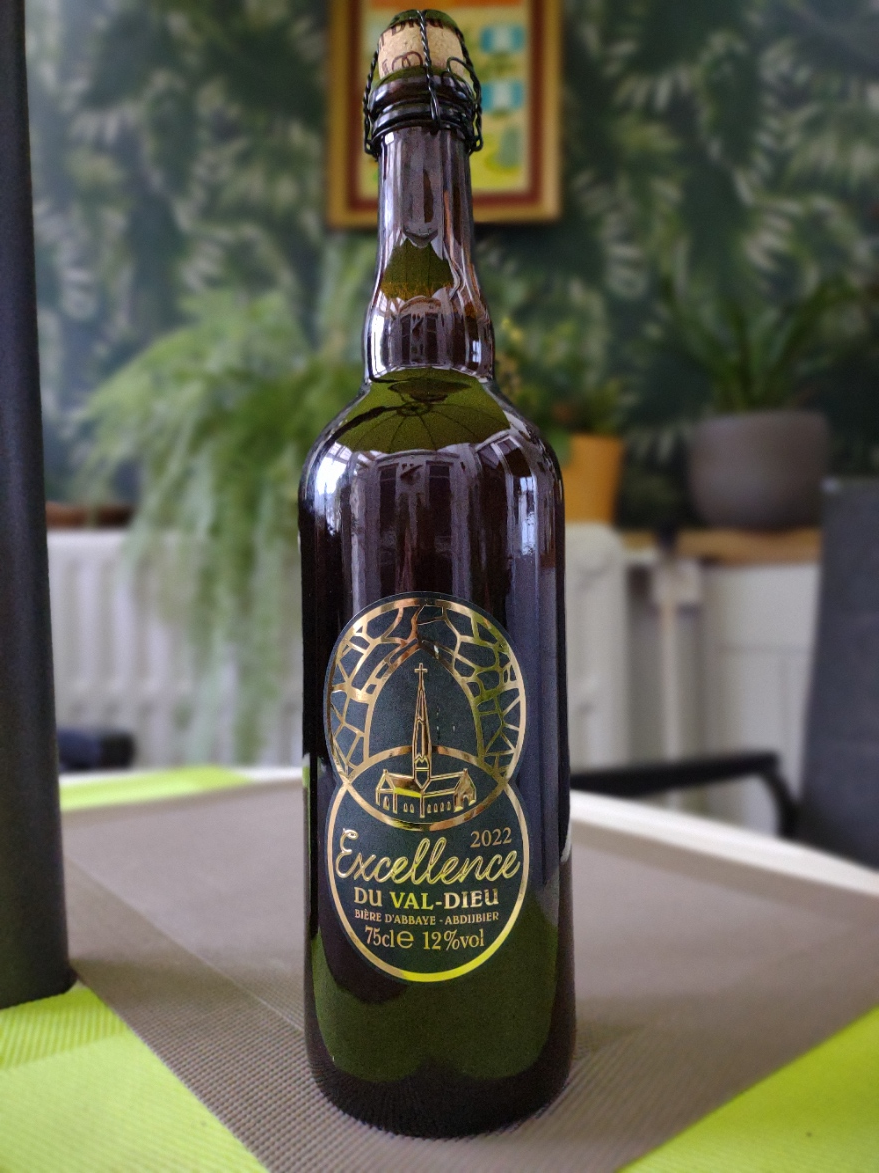
Val Dieu Excellence